# Gandawa
Gandawa (niderl. Gent, wym. ɣɛnt ( odsłuchaj), fr. Gand, wym. ɡɑ̃ ( odsłuchaj)) – miasto w północno-zachodniej Belgii, w Regionie Flamandzkim, siedziba administracyjna prowincji Flandria Wschodnia, oraz okręgu Gandawa. Leży przy ujściu rzeki Leie do Skaldy, przez Kanał Gandawa-Terneuzen ma dostęp do Morza Północnego. W mieście działa polski konsulat honorowy. Gandawa jest miastem portowym i uniwersyteckim. Pod względem liczby mieszkańców jest po Antwerpii drugim co do wielkości miastem Belgii, a pod względem powierzchni i liczby mieszkańców jednocześnie jest największym miastem w prowincji.

## Historia

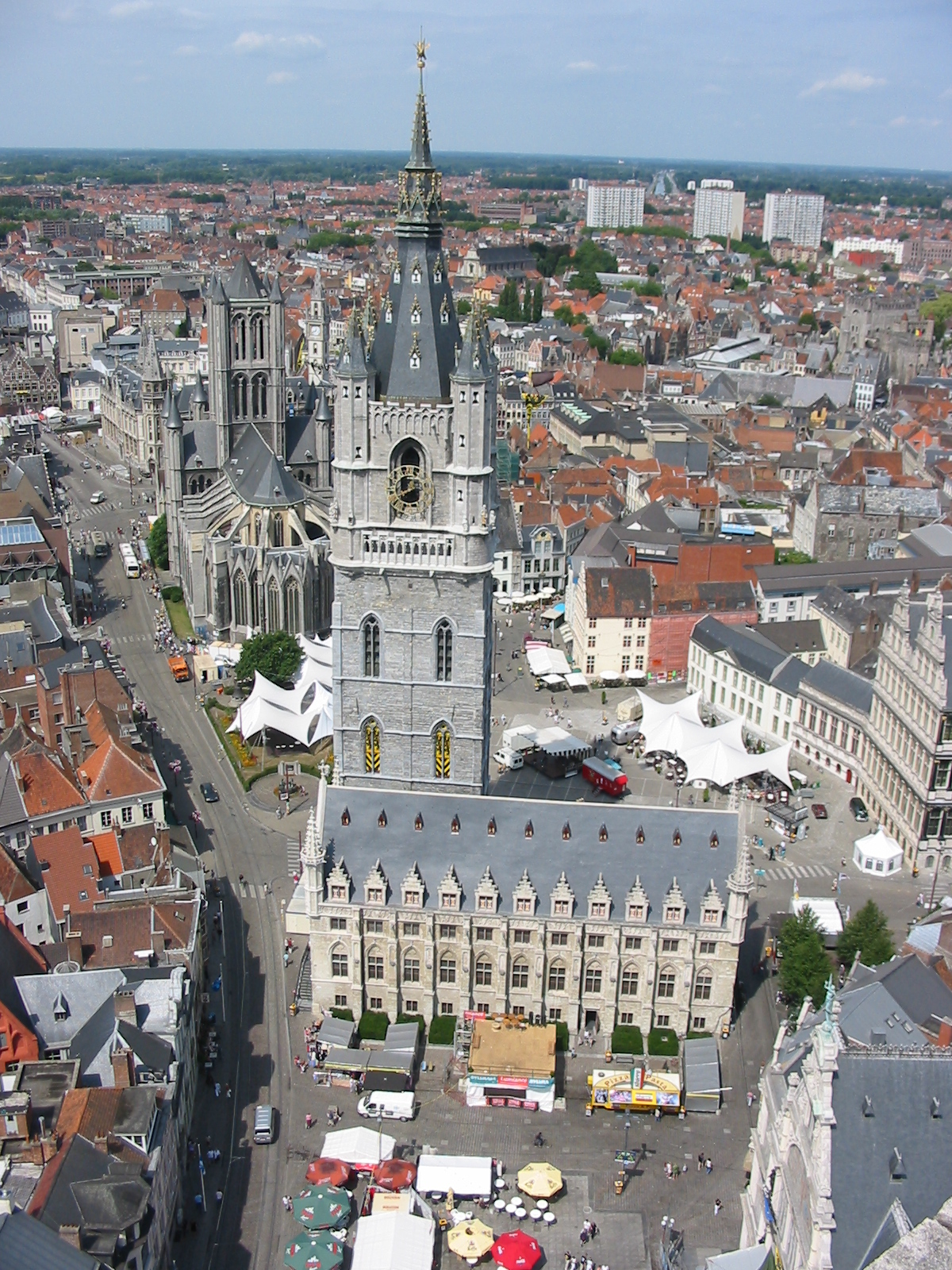
Gandawa, sukiennice z beffroi, w głębi kościół pw. św. Mikołaja (Sint-Niklaas)

### Początki
Region Gandawy był zamieszkany od czasów Celtów. Nazwa miasta (nld. Gent) pochodzi z celtyckiego słowa 'ganda' oznaczającego miejsce zbiegu, połączenia, np. dwóch rzek (w tym przypadku ujście rzeki Leie do Skaldy). Nie ma pisemnych przekazów na temat miasta z czasów rzymskich, ale badania archeologiczne potwierdzają, że region Gandawy był wtedy także zamieszkiwany.
Ważnym momentem w historii Gandawy było przybycie tu francuskiego mnicha Amanda, którego misją było nawrócenie do chrześcijaństwa mieszkańców Gandawy i okolicznych terenów. Mnich przypłynął rzeką lecz, gdy chciał wyjść z łodzi na brzeg, jak głosi legenda, wrogo nastawiony tłum wrzucił go z powrotem do wody. Popłynął więc Amand dalej i zatrzymał się w miejscu, gdzie później powstał klasztor św. Piotra (Sint-Pieters), tu mieszkał spokojnie i modlił się o nawrócenie pogan. Gdy pewnego dnia w Gandawie powieszono skazańca, Amand zdjął jego ciało z szubienicy i w swoim małym klasztorze przywrócił do życia. Inne źródła podają, że Amand przywrócił do życia kobietę, która popełniła samobójstwo, wieszając się na własnym welonie. Dopiero ten cud przekonał do nowej wiary mieszkańców Gandawy, którzy teraz masowo zaczęli przyjmować chrzest. Jakiś czas potem Amand wraz ze swoim przyjacielem Bawonem założyli dwa klasztory – św. Bawona (Sint-Baaf) i św. Piotra (Sint-Pieters). Do dziś trwa spór o to, który z klasztorów powstał jako pierwszy, nie zachowały się żadne dokumenty, które mogłyby potwierdzić bez żadnych wątpliwości pierwszeństwo któregokolwiek z nich. Oba klasztory przeżywały okres świetności za panowania cesarza Karola Wielkiego i jego następcy Ludwika Pobożnego. Opatem obu klasztorów był przez pewien czas Einhard, biograf Karola Wielkiego, który otworzył obu klasztorom drogę do świetności – w przyszłości oba klasztory stały się najważniejszymi we Flandrii. Miasto rozrastało się stopniowo wokół klasztorów i centrum handlowego.
Cięższe czasy dla miasta przyszły wraz z inwazją wikingów, którzy dwukrotnie (w 851 i 879 roku) napadali na Gandawę, w latach 879–883 splądrowali oba klasztory, a miasto zniknęło z mapy.

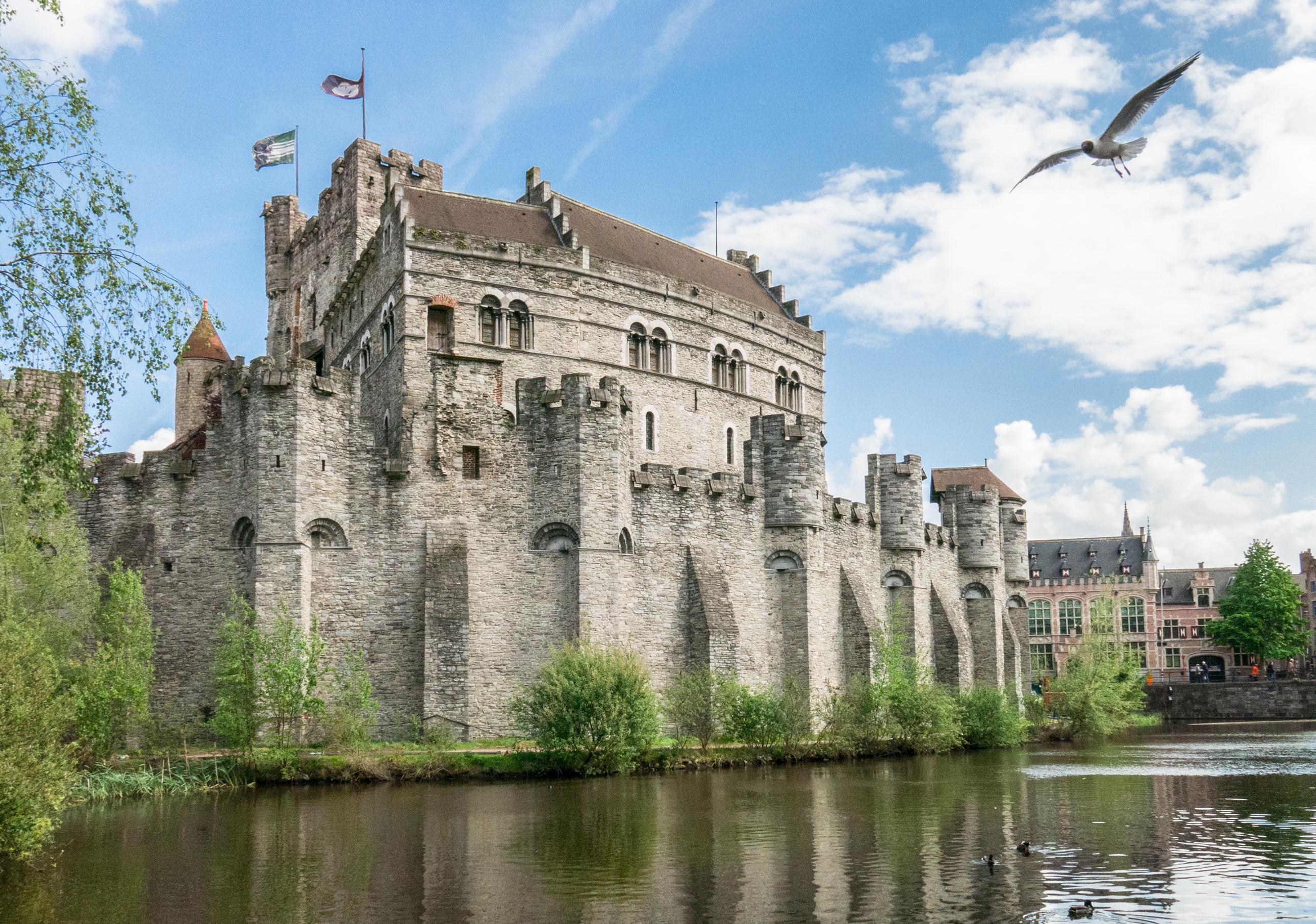
Zamek Gravensteen – zamek hrabiów Flandrii

Gandawa powoli odzyskiwała swój status, głównie dzięki hrabiom Flandrii. Pierwszym z nich był Baldwin I Żelazne Ramię. Do poprawy pozycji Gandawy przyczynił się też w dużym stopniu jego syn Baldwin II Łysy – wybudował on w Gandawie umocnienia na lewym brzegu Leie. Tu gromadzili się mieszkańcy i tu powstał pierwszy rynek (Groentenmarkt). Wokół niego powstał szybko rozwijający się i przybierający na znaczeniu gród. Jeszcze przed rokiem 1000 na nowo zaczęły działać oba klasztory. W klasztorze św. Piotra (Sint-Pieters) około roku 950 znalazł po ucieczce z Anglii schronienie święty Dunstan. W XI wieku istniały już pierwsze świątynie, na miejscu których dzisiaj znajdują się: kościół św. Jakuba (Sint-Jacob), kościół św. Mikołaja (Sint-Niklaas) i katedra św. Bawona (Sint-Baaf), a także warownia, która z czasem przerodziła się w zamek Gravensteen – siedzibę hrabiów Flandrii.

### XII–XV wiek
Między XII a XV wiekiem Gandawa była jednym z największych miast poza granicami Włoch, ustępując jedynie Paryżowi. Szacuje się, że w XIII–XV w. w granicach murów miejskich żyło od 60 tys. do 65 tys. osób.

Około 1100 roku Gandawa otrzymała od hrabiego Flandrii prawo do własnej rady miejskiej, co oznaczało większą niezależność i przywileje, o których zachowanie przez stulecia musieli mieszkańcy miasta walczyć dość często (pierwsze duże powstanie miało miejsce w 1379 roku). Miasto otoczono murami i wjechać do niego można było jedynie przez cztery bramy, co ułatwiało kontrolę nad tym, kto i z czym wjeżdża do miasta. Rosło także polityczne znaczenie miasta. Gandawa otrzymała przywilej składu, który nakazywał każdemu kupcowi, który przepływał przez Gandawę ze zbożem, do przeznaczenia 1/4 swojego ładunku do sprzedaży na pobliskim targu zbożowym (Korenmarkt). Miasto bogaciło się w bardzo szybkim tempie. W 1180 roku hrabia Filip Alzacki wybudował twierdzę Gravensteen – siedzibę hrabiów Flandrii, nie po to jednak, aby chronić miasto, a raczej, by chronić siebie przed buntowniczymi rzemieślnikami gandawskimi, i aby mieć gdzie więzić tych bardziej butnych. Jednak w okresie od XII do XV wieku największe zyski przynosiła produkcja sukna i handel nim. Zyski z sukiennictwa czerpało ponad 60% rodzin w Gandawie. W praktyce władzę w mieście sprawowało około 40 najzamożniejszych rodzin – były one w posiadaniu wielkich majątków, a ich członkowie zasiadali w radzie miejskiej liczącej 39 przedstawicieli. Oni też budowali miejsca użyteczności publicznej – szpitale (np. Bijloke), czy instytucje charytatywne. W mieście powstawały także nowe klasztory – augustianów, karmelitów, dominikanów i braci mniejszych, dla niezamężnych kobiet i wdów powstały około 1242 roku, dzięki hrabinie Joannie Flandryjskiej, dwa duże beginaże – św. Elżbiety (Oud Begijnhof Sint-Elisabeth) i mały beginaż (Klein Begijnhof).

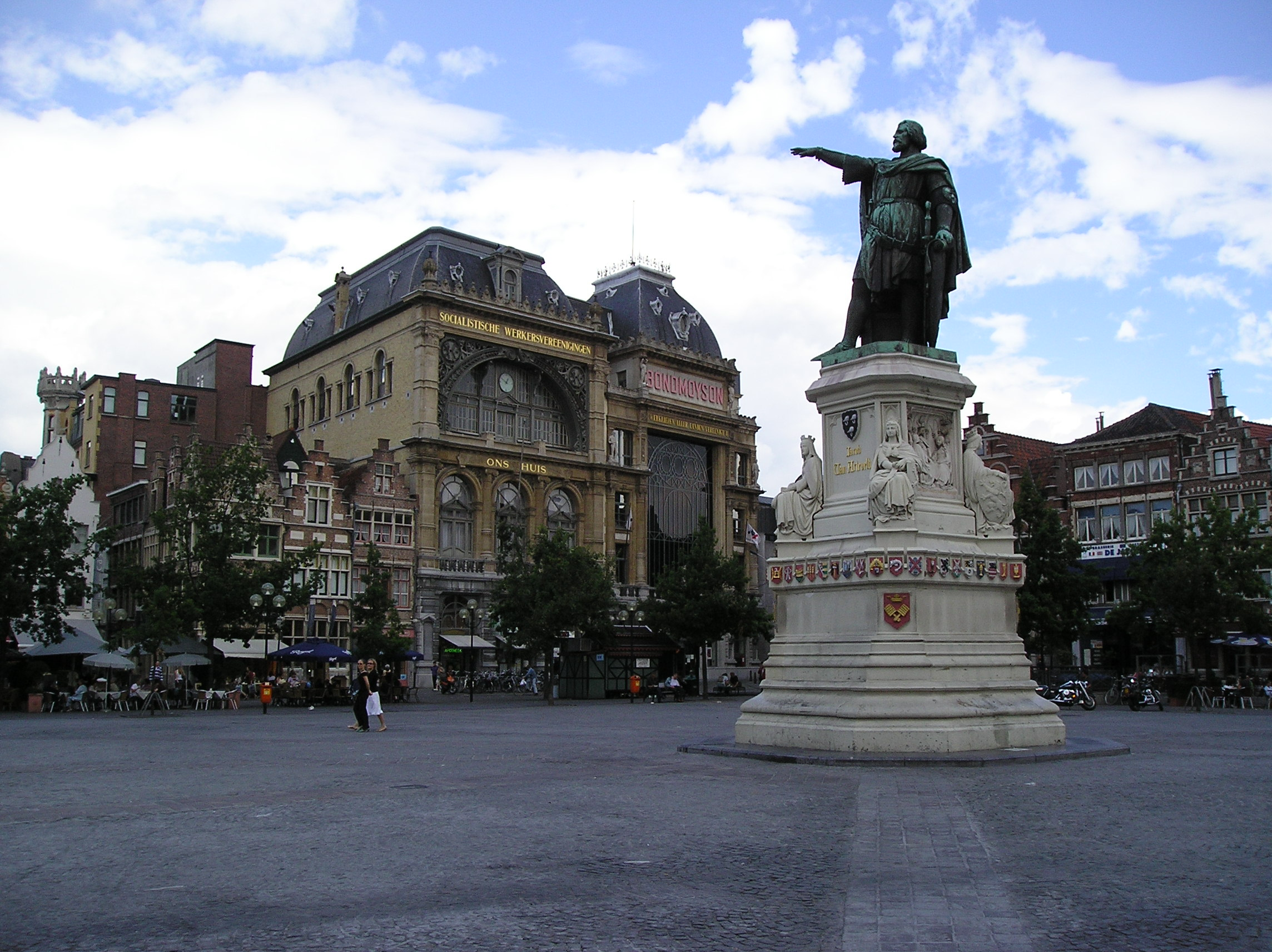
Pomnik Jacoba van Artevelde na rynku Vrijdagmarkt

. Na początku XIV wieku cechy rzemieślnicze otrzymały prawo do przedstawicielstwa w radzie miejskiej, w ten sposób rządy w Gandawie stały się bardziej demokratyczne.

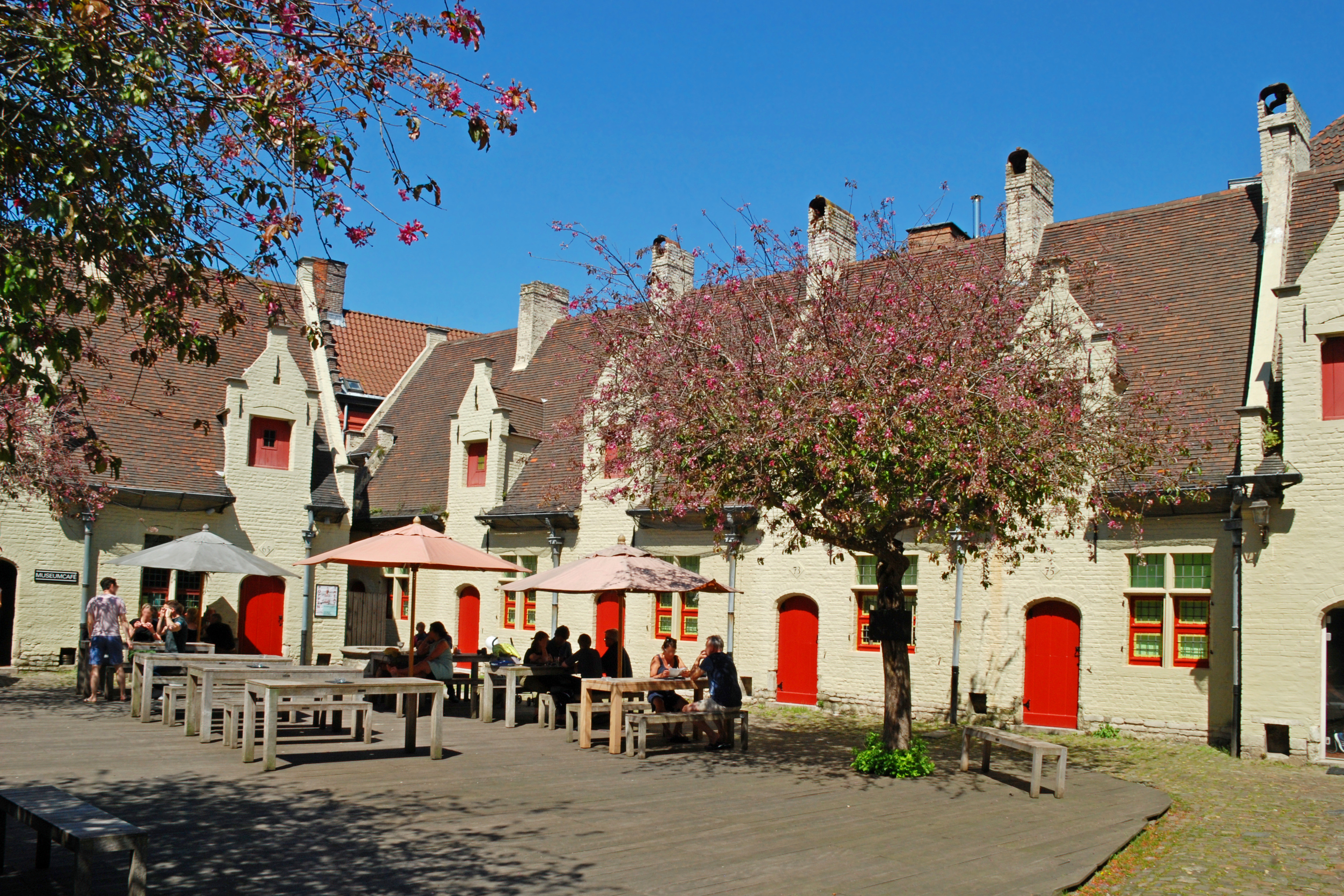
Huis van Alijn, dziś Muzeum Folkloru (Museum voor Volkskunde), a w średniowieczu (od 1363 r.) szpital dziecięcy

W czasie pierwszej fazy wojny stuletniej Gandawa pozostawała neutralna, ale szybko przeszła na stronę Anglii, pomimo iż oficjalnie to Francja była suwerenem Flandrii. Przyczyna takiej decyzji była prosta – to Anglia dostarczała wełny tak niezbędnej do produkcji sukna. Jacob van Artevelde, ówczesny przywódca rady, przeciwstawił się hrabiemu Flandrii, który popierał króla Francji i w 1340 roku na rynku Vrijdagmarkt w Gandawie koronował angielskiego władcę Edwarda III na króla Francji. Dziś na placu stoi pomnik van Artevelde. Bohater gandawski w pięć lat po koronacji Edwarda III został zamordowany przez swoich rywali we własnym domu. Takie brutalne porachunki między wpływowymi rodzinami nie były niczym niezwykłym. Jednym z najbardziej znanych w mieście konfliktów był ten między rodzinami Rijm i Alijn – ich kłótnie były tak krwawe, że w końcu musiała między dwie rodziny wkroczyć rada miejska – karą za zbrodnie było wybudowanie szpitala dziecięcego – Alijnhospitaal, dziś Muzeum Folkloru (Museum voor Volkskunde) – Huis van Alijn.
Od 1383 roku Flandria znalazła się pod panowaniem książąt burgundzkich, którzy przychylniejszym okiem spoglądali na sąsiadującą z Flandrią Brabancję. Każde powstanie w Gandawie było brutalnie tłumione przez władców burgundzkich i wolność miasta była skutecznie ograniczana. Gandawa traciła swoją pozycję w przemyśle tekstylnym na rzecz miast Brabancji, Niderlandów i Anglii. Chociaż widać już było kryzys w wielu dziedzinach, to wciąż miasto czerpało wiele z handlu, swoich przywilejów i dbałości o jakość sieci wodnej w mieście – już w XIII wieku przybył Gandawie kanał Lieve – liczący 45 km, a w XVI wieku, gdy Antwerpia zyskała na ważności, wybudowano w jej kierunku kanał Gandawa-Terneuzen.
Jednak mimo tych zabiegów, Gandawa musiała wciąż walczyć o swoją niezależność przeciwko władcom burgundzkim – Filipowi Dobremu (do rebelii doprowadziły wysokie podatki, jednak w bitwie pod Gavere Gandawa poniosła klęskę), Marii Burgundzkiej i Maksymilianowi Habsburgowi. W wyniku nieudanego zrywu, 1492 roku Gandawa podpisała układ pokojowy – Pokój w Cadzand, który ograniczał znacznie jej wolność.

### XVI wiek i cesarz Karol V

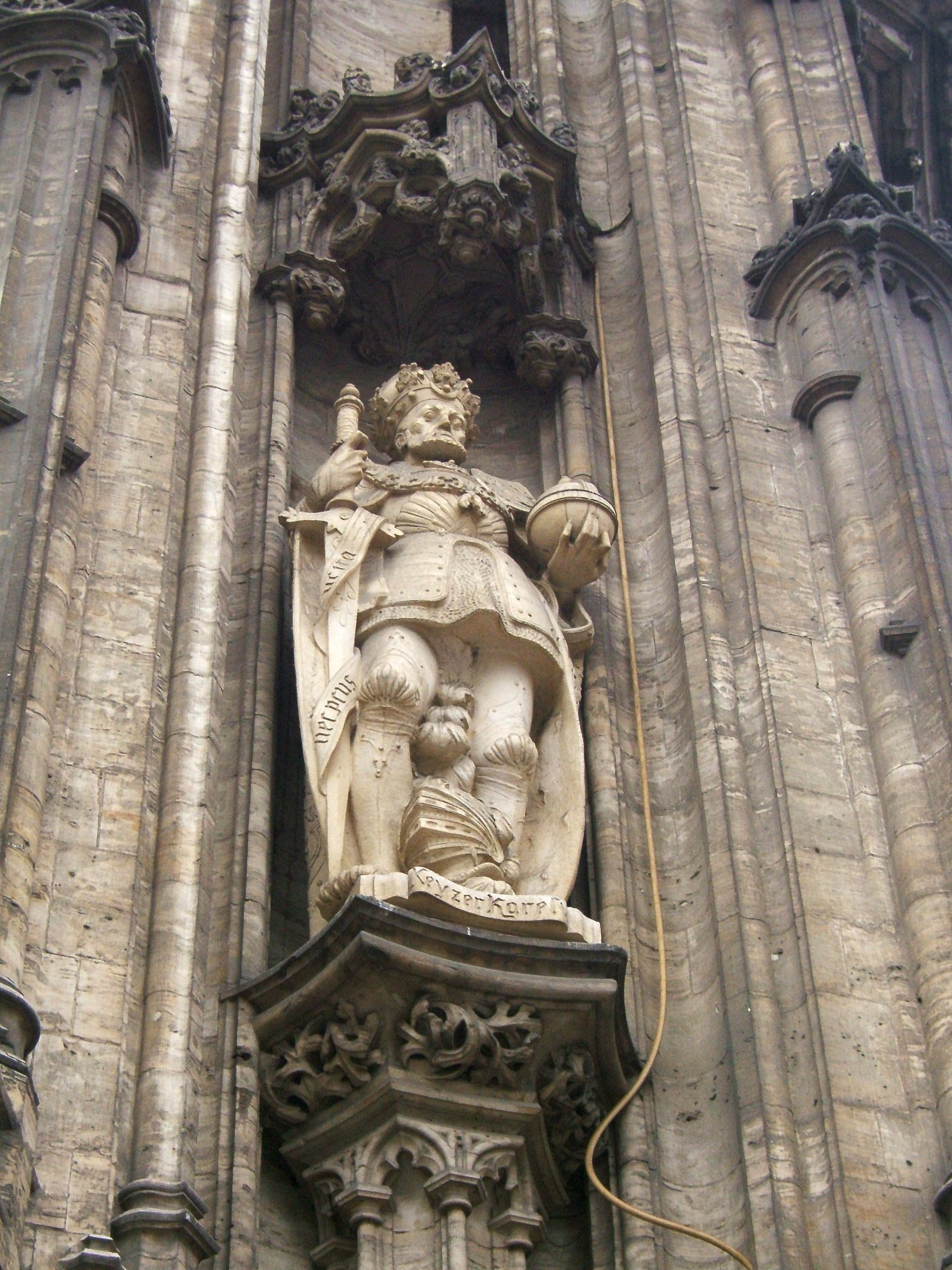
Figura Karola V Habsburga w Gandawie

Gandawa na początku XVI wieku była miastem kultury – to tu bracia Hubert i Jan van Eyck stworzyli w 1432 roku Ołtarz Baranka Mistycznego, to tutaj tworzył Hugo van der Goes. Ale Gandawa stawała się także ważnym ośrodkiem naukowym – poziom intelektualny wychwalał w 1517 roku sam Erazm z Rotterdamu – miasto miało nie tylko znanych uczonych, ale także wiele ośrodków, w których można było pobierać naukę – około 300 uczniów uczęszczało do gimnazjum Geeraard de Duivelsteen, dość powszechne były też prywatne lekcje. W mieście było pięciu lub sześciu aptekarzy – wszyscy posiadali dyplomy uniwersyteckie lub świadectwa zdanych egzaminów w swojej dziedzinie. W Gandawie istniały też towarzystwa teatralne i kluby dla mieszczan. Gandawa w tym czasie była też jednym z najważniejszych miast na polu drukarstwa.
W takim klimacie rozkwitu, magistrat podjął decyzję o budowie nowego ratusza. Na architektów wybrano mistrzów tej sztuki – Rombouta II Keldermansa i Domiena de Waghemakere. Choć plany były wielkie, zabrakło finansów na dokończenie budowy, bowiem miasto zaczęło podupadać – handel suknem nie był już tak kwitnący, a do tego Karol V Habsburg, syn Joanny Szalonej, władca, którego narodziny w Gandawie w 1500 roku świętowano bardzo hucznie biciem dzwonów i wystrzałami armatnimi, w 1537 roku nałożył na swoje miasto niezwykle wysokie podatki. Miłość do władcy bardzo szybko przerodziła się w niezadowolenie, które doprowadziło do strajku urzędników i robotników. Karol V osobiście przybył do Gandawy by ukarać mieszkańców – odebrał miastu przywileje, które pozwalały zachować niezależność, a także odebrał prawo sprawowania władzy nad terenami poza murami miejskimi. Nowe prawo nazwał cesarz – Concessio Carolina. Poza tym skonfiskował wszelkie dobra miejskie, dzwon Roeland – symbol niezależności, został zdjęty z dzwonnicy, a miasto musiało zapłacić ogromną karę pieniężną. Jednak na tym się nie skończyło. Władca za wszelką cenę chciał upokorzyć mieszkańców – na jego rozkaz 3 maja 1540 roku 30 najznamienitszych mieszkańców, 318 członków mniejszych cechów, 50 członków cechu tkaczy musiało przemaszerować przez miasto boso, odziani jedynie w koszule. 

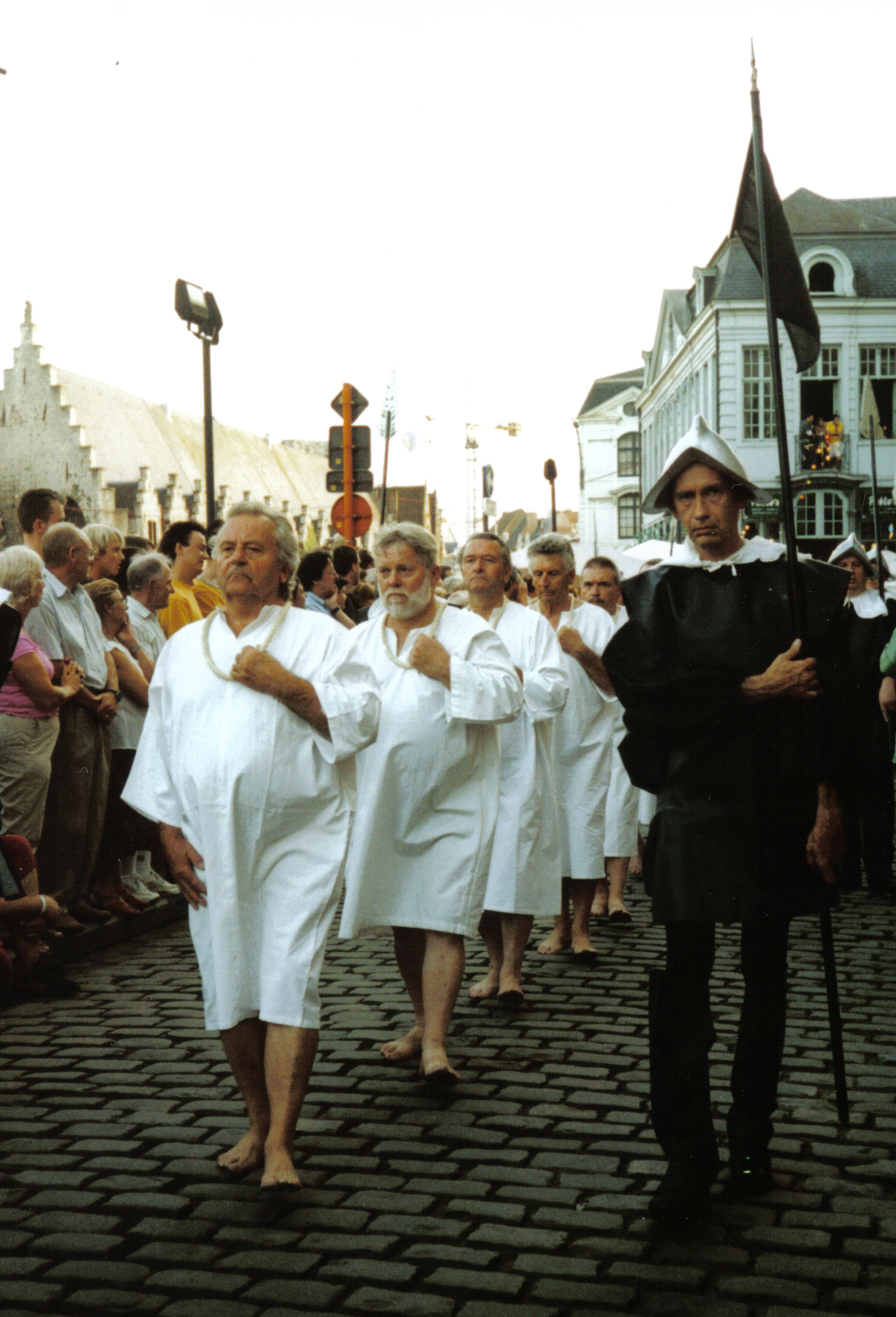
Przemarsz Stroppendragersów ulicami Gandawy w czasie Gentse Feesten

 Za nimi podążało 50 największych buntowników, tzw. krzykaczy, również boso, w białych koszulach i ze stryczkami na szyi – na znak, że za bunt przeciwko cesarzowi zasłużyli na szubienicę. Musieli oni oddać cześć cesarzowi – uklęknąć przed nim i błagać o wybaczenie. Do dziś mieszkańców Gandawy nazywa się stroppendragersami – tymi, którzy noszą stryczek. Do dziś także odbywa się co roku w czasie Gentse Feesten w centrum miasta pochód stroppendragersów – tyle, że dziś przejść ze stryczkami na szyi to zaszczyt, którego dostępują jedynie członkowie gildii, bowiem wydarzenie to urosło do miana symbolu nieugiętości Gandawy.

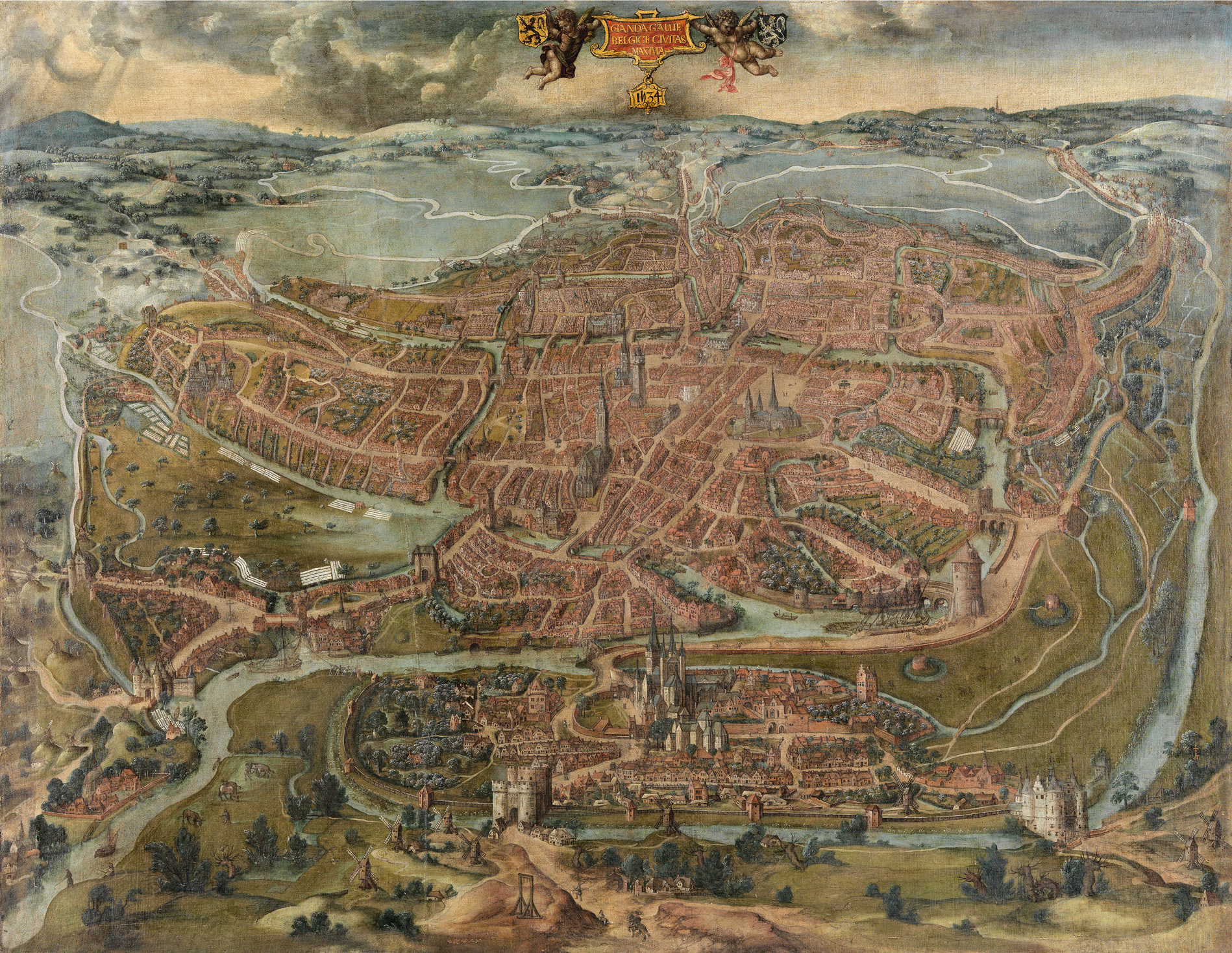
Gandawa w XVI w.

W XVI wieku miały w Gandawie także miejsce przemiany religijne, pod wpływem reformacji, a przede wszystkim kalwinizmu, co przyniosło reakcje w postaci inkwizycji. Od 1559 roku niemal w każdym miesiącu płonęli na stosach heretycy. Reakcją na okrucieństwa inkwizycji była w Niderlandach tzw. rewolta ikonoklastów w 1566 roku, w czasie której szczególnie ucierpiała Gandawa, prawie w każdym kościele i klasztorze doszło do zniszczeń. Niemal cudem udało się uratować słynny Ołtarz Gandawski – na czas przeniesiono go na wieżę katedry. Liczba protestantów w mieście rosła. W 1576 roku podczas wojny osiemdziesięcioletniej zawarta została przez Stany Generalne Niderlandów w Gandawie tzw. Pacyfikacja Gandawska, która wprowadzała pokój religijny pomiędzy protestantami i katolikami w prowincjach i jednoczyła ich we wspólnej walce przeciwko Hiszpanom. W latach 1577–1584 Gandawa stała się kalwinistyczną republiką pod wodzą Jana van Hembyse i François van Ryhove. W tym czasie powstał w Gandawie pierwszy teologiczny uniwersytet. Po przejęciu władzy przez Aleksandra Farnese w 1584 roku rozpoczęły się prześladowania kalwinistów, które doprowadziły około 4 tys. z nich do opuszczenia miasta. Niektóre źródła podają, że z miasta wyjechało około 15 tys. mieszkańców (nie tylko protestantów).

### XVII–XVIII wiek
Na początku XVII wieku rozpoczęto odbudowę zniszczonych kościołów, klasztorów i kaplic, powstawały też nowe. Miastu przybyło około 20 nowych zakonów, m.in. jezuitów. Katolicyzm i życie religijne kwitło. Jedną z najbardziej znanych i zasłużonych dla miasta postaci życia religijnego był biskup Antonius Triest – wielki miłośnik i mecenas sztuki. To on zamówił u Rubensa, Van Dycka i rzeźbiarza Hiëronymusa Duquesnoy'a Starszego prace, które znalazły miejsce w gandawskiej katedrze.

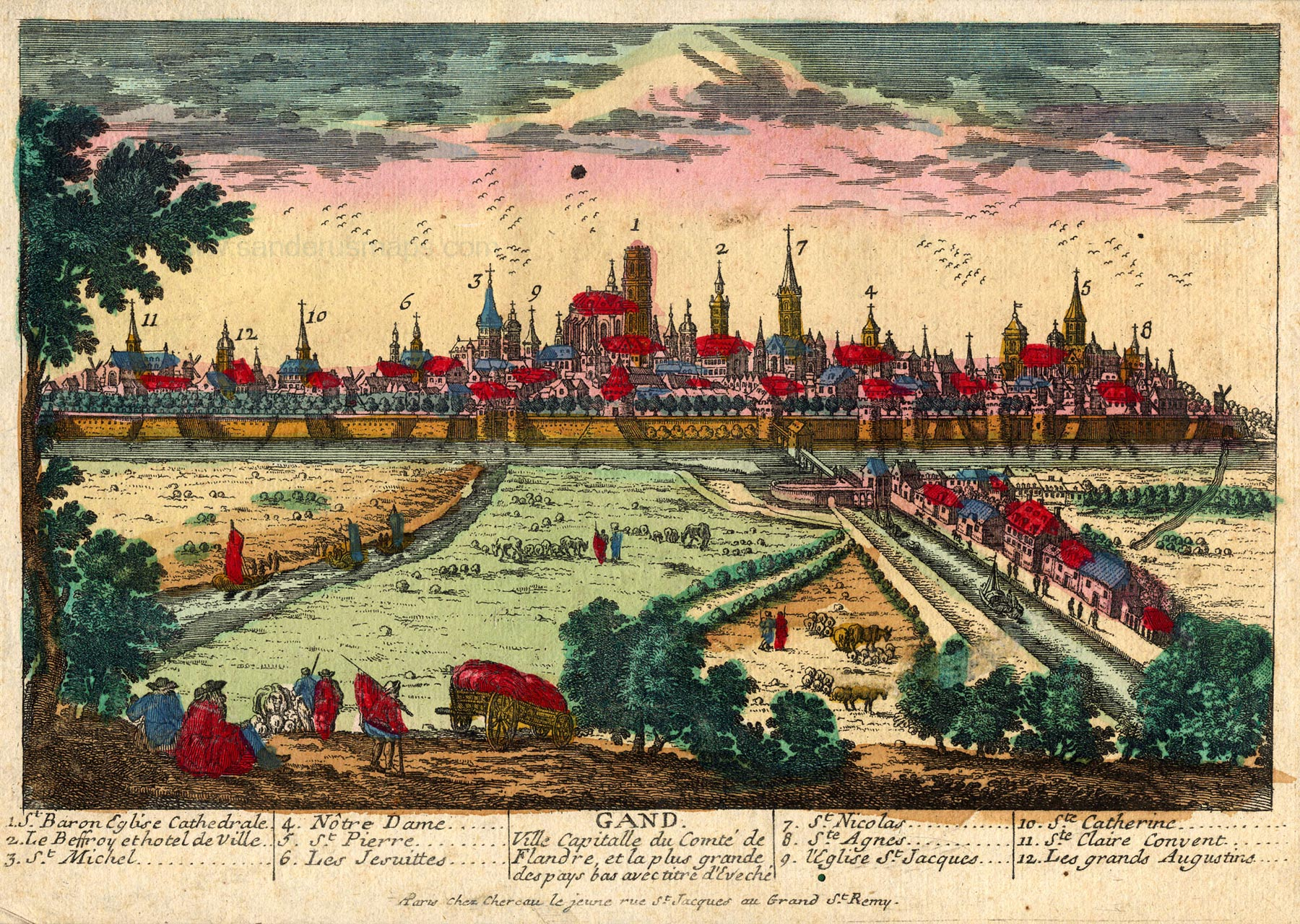
Gandawa w XVIII w.

Gandawa otrzymała w tym czasie nie tylko nowe dzieła sztuki, ale także perspektywy poprawy sytuacji ekonomicznej – wybudowano kanał wodny Gandawa-Brugia, który potem przedłużono do portów w Ostendzie i Dunkierce (1613–1640). Korzystało z niego około 50 tys. osób rocznie, jednym z najznamienitszych pasażerów na tej trasie był cesarz Rosji Piotr Wielki (w 1717 roku). Jednak, mimo tych zmian, praktycznie od końca XVI wieku do połowy XVIII wieku Gandawa przeżywała ekonomiczny upadek. W 1650 roku było tu już tylko około 31 tys. mieszkańców (w średniowieczu ok. 50 tys.). Dodatkowo po zawartym w 1648 roku pokoju w Münster (część pokoju westfalskiego kończącego wojnę osiemdziesięcioletnią w Niderlandach i trzydziestoletnią w Europie) Gandawa utraciła łatwy dostęp do morza. Dzięki kanałowi z Gandawy do Brugii, udało się miastu i jego mieszkańcom przezwyciężyć w części trudności – na początku XVIII wieku tą drogą wyruszały statki gandawskich kupców do Chin i Indii.

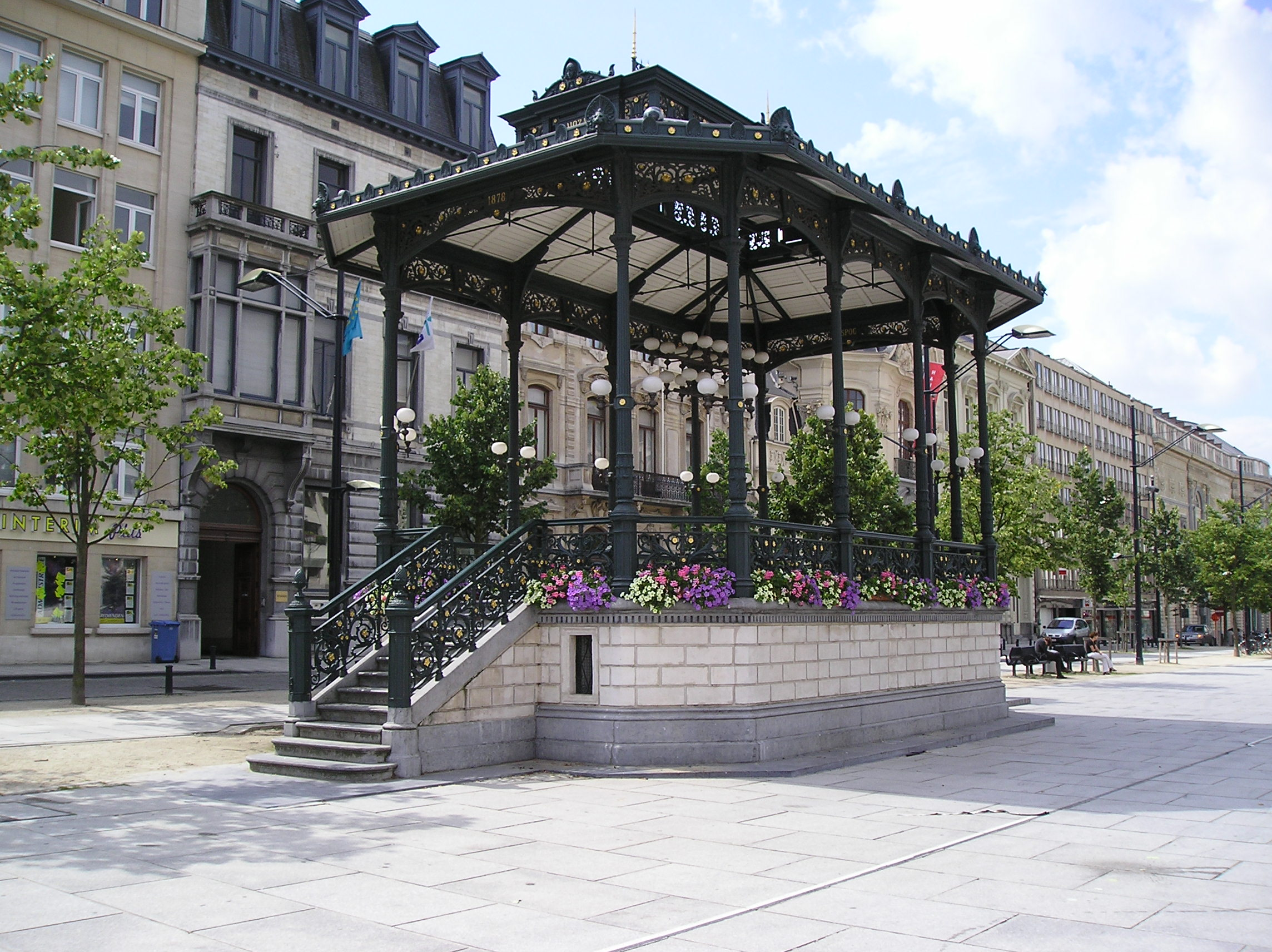
Plac Kouter

W czasie wojny o sukcesję austriacką w 1745 miasto zostało zdobyte przez Francuzów, zwrócone Austrii po zawarciu pokoju w Akwizgranie w 1748.
W połowie XVIII wieku, pod rządami cesarzowej Marii Teresy, Gandawa zaczęła podnosić się z upadku i powracać do świetności – osiągnęła status największego miasta w Belgii, który utrzymała aż do okresu głodu w latach 1845-1848. W 1750 roku pojawiły się w mieście cukrownie, pierwsze prawdziwe fabryki niezwiązane z sukiennictwem. Z czasem pojawiały się inne zakłady przemysłowe, a ich właściciele stawali się coraz bogatsi, kupowali tytuły szlacheckie, wchodzili do rodzin arystokratycznych przez małżeństwa i budowali wspaniale domy na styl francuski. W 1737 roku otwarta została, ufundowana przez przemysłowców nowa Opera Królewska przy Placu Kouter.

### Pod panowaniem Francji i Niderlandów

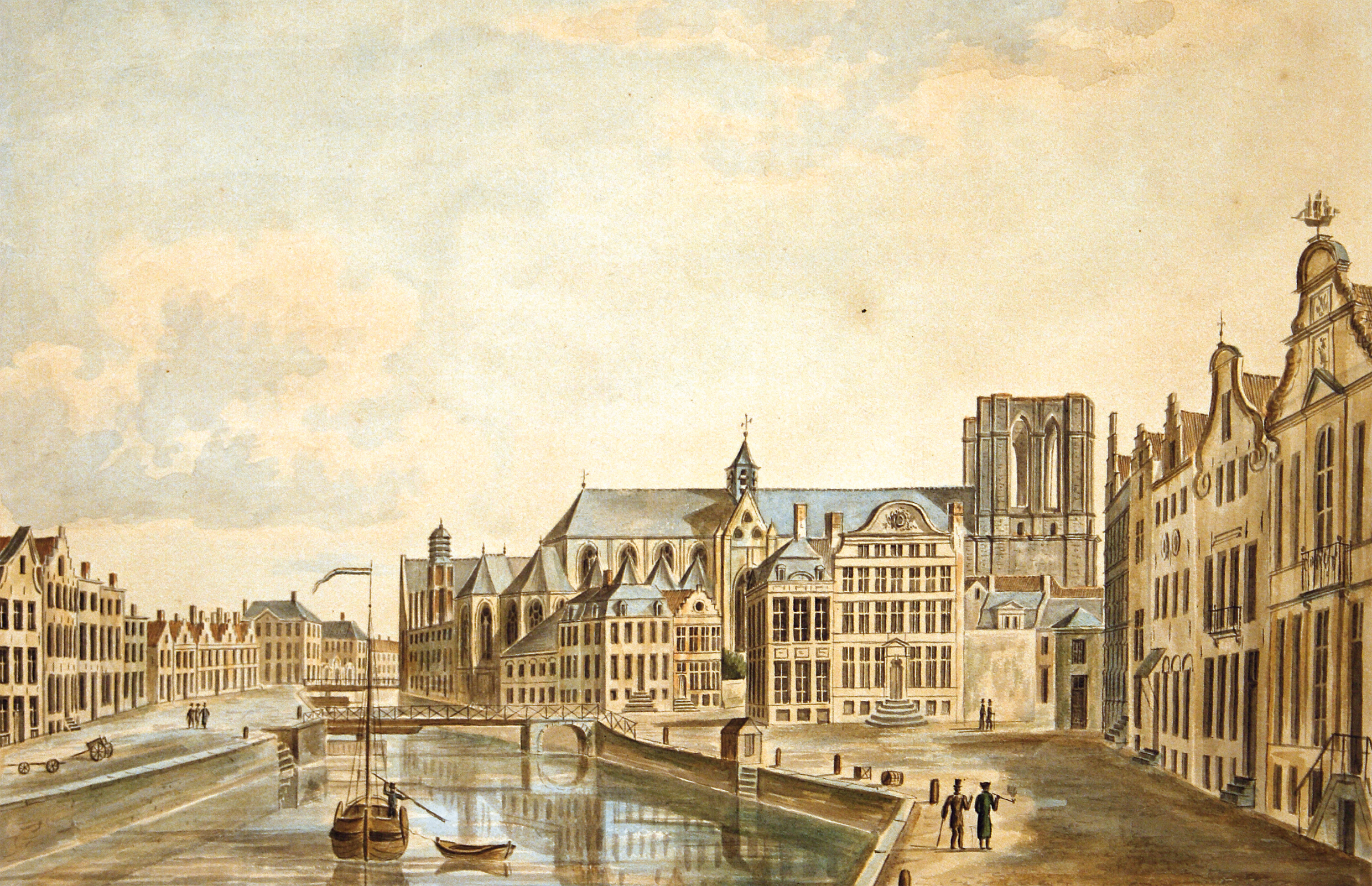
Gandawa w czasach panowania holenderskiego

Czasy panowania Francji (1794–1814) przyniosły Gandawie wzrost ekonomiczny, a w latach przynależności do Niderlandów (1815–1830) Gandawa stała się miastem uniwersyteckim i ponownie portem morskim, dzięki wybudowaniu kanału Gandawa-Terneuzen (1825–1827). Od 1795 Gandawa była stolicą francuskiego departamentu Escaut, a po 1815 była stolicą niderlandzkiej, a następnie belgijskiej prowincji Flandria Wschodnia.
Domy budowane od XVIII w. przez nową arystokrację gościły znamienite postacie, np. w kamienicy Hotel d'Hane-Steenhuyse mieszkał król Francji Ludwik XVIII (w 1815 roku po ucieczce Napoleona z Elby), car Aleksander I (w 1814 roku), król Niderlandów Wilhelm I (w 1816 roku), w hotelu Clemmen przebywał książę Wellington zanim wyruszył pod Waterloo, a w kamienicy Schamp gościła delegacja amerykańska z przyszłym prezydentem Johnem Quincy Adamsem. Delegacja prowadziła rozmowy ze stroną brytyjską i w Gandawie podpisała traktat kończący drugą wojnę brytyjsko-amerykańską, tzw. traktat gandawski.
Gandawa była także pierwszym miastem na kontynencie europejskim, gdzie dotarła rewolucja przemysłowa, a to dzięki zmechanizowaniu przemysłu tekstylnego. Gandawa zawdzięcza to niejakiemu Lievenowi Bauwensowi, któremu udało się przemycić z Anglii projekt maszyny przędzalniczej – Spinning Jenny (pl. Przędzącej Jenny). Miasto odzyskiwało dawny blask.

### W granicach Belgii

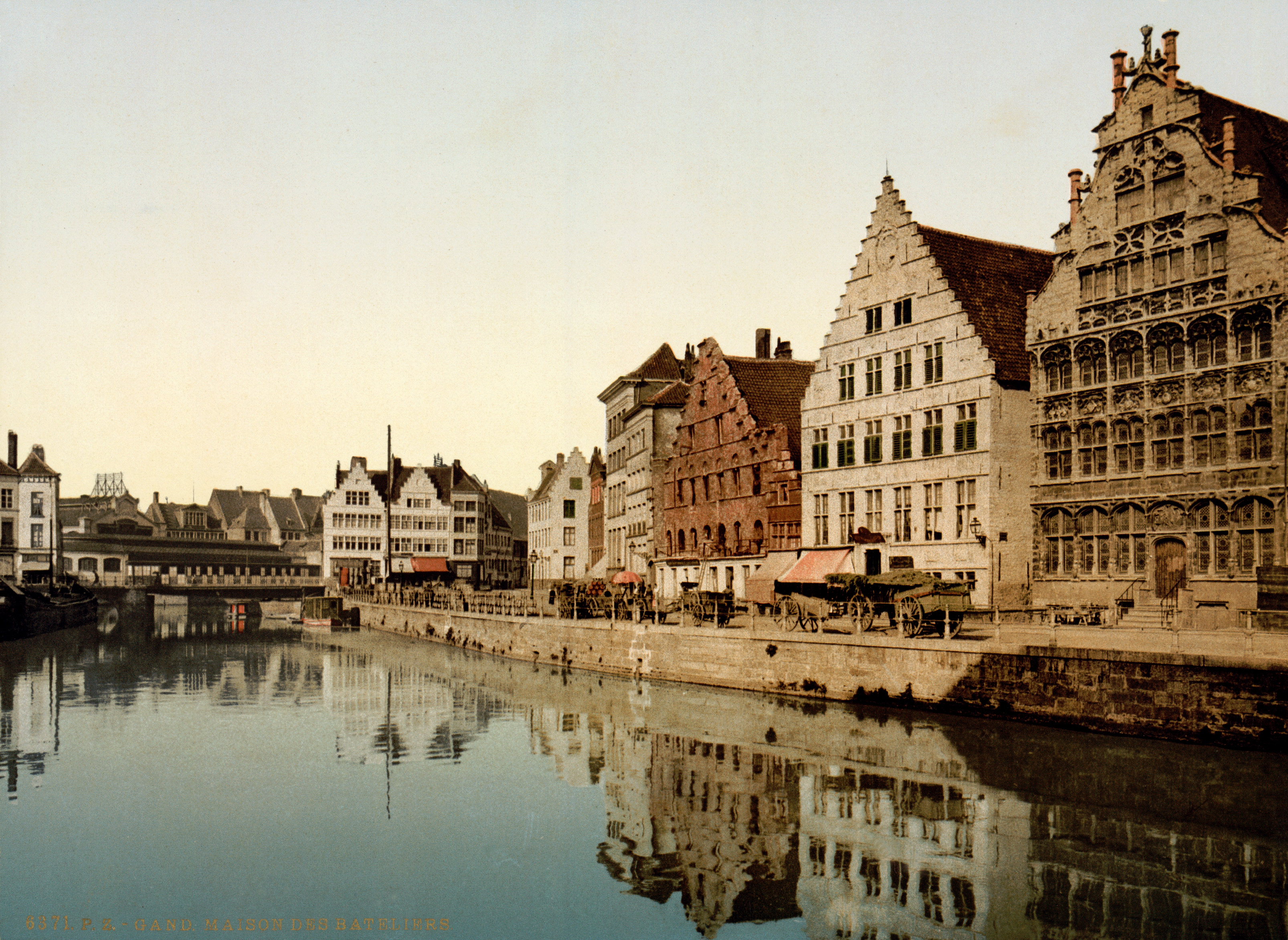
Gandawa u schyłku XIX w.

28 września 1837 roku przyjechał do Gandawy po raz pierwszy pociąg parowy. Od 1874 roku miasto ma także tramwaje, w 1899 roku było tu już dziewięć linii (na początku tramwaje konne, a od 1905 roku elektryczne).
Wraz z rozwojem przemysłu, przybywało w mieście robotników – w 1930 roku pracowało ich w mieście 35 tys. (wszystkich mieszkańców było ok. 175 tys.) w 1200 różnych fabrykach i zakładach. Nic dziwnego, że to w Gandawie powstały pierwsze w Belgii nowoczesne związki zawodowe.
8 września 1873 w Gandawie nastąpiło założycielskie zebranie Instytutu Prawa Międzynarodowego.

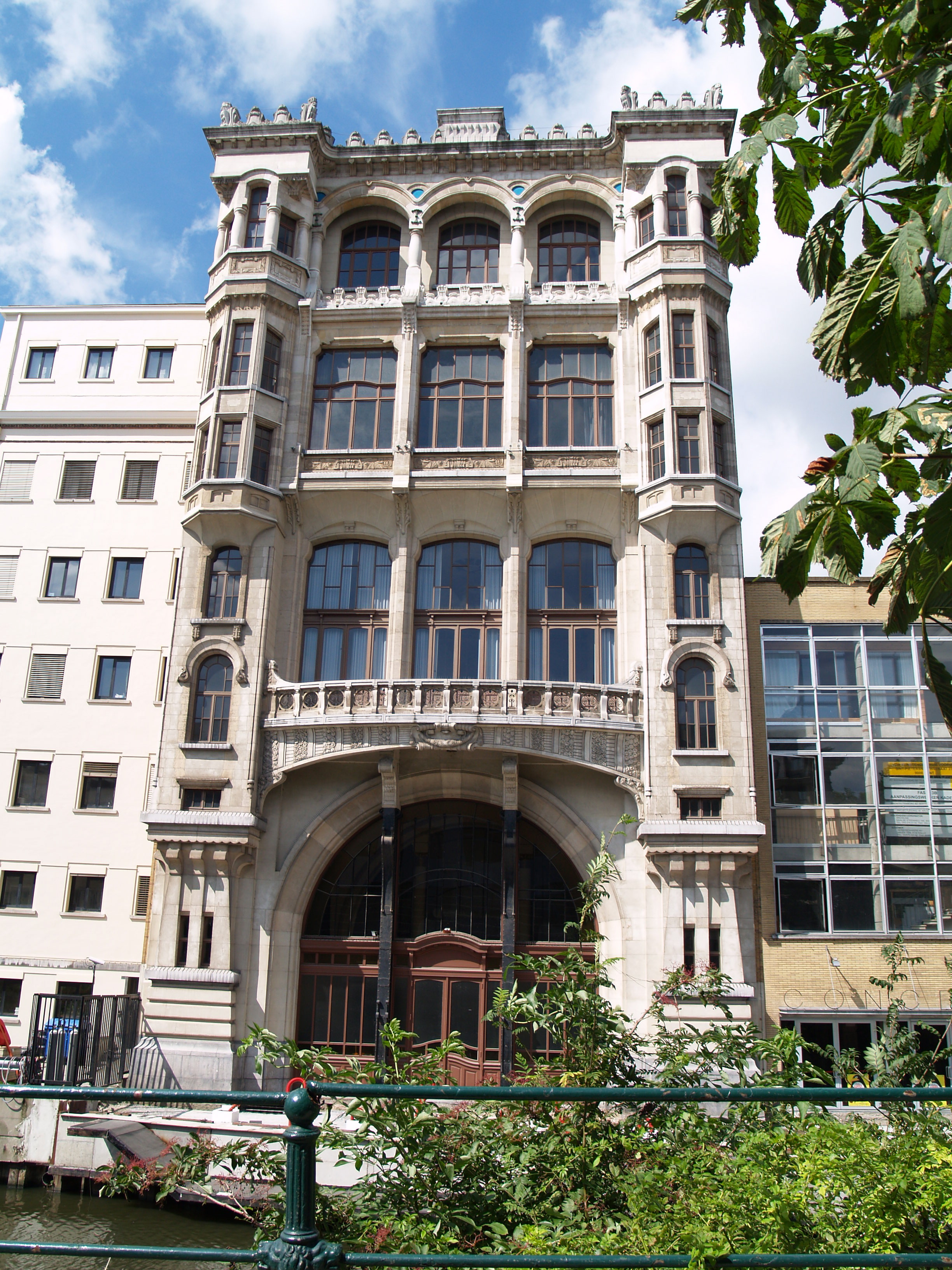
Vooruit

W roku 1913 Gandawa była gospodarzem wystawy światowej EXPO. Wystawa została zorganizowana (od kwietnia do października) w specjalnie na tę okazję wybudowanym kompleksie. Został wtedy także wybudowany dworzec Gent-Sint-Pieters i pobliski hotel Flandria Palace oraz odrestaurowano wiele zabytków miasta. Planowano też otwarcie jednego z najsłynniejszych budynków miasta Vooruit wybudowanego z inicjatywy ruchu socjalistycznego Samenwerkende Maatschappij Vooruit Nr.1, jednak z powodu strajków do otwarcia przed wystawą EXPO nie doszło. Lata świetności Vooruit przeżywał po I wojnie światowej, jako socjalistyczny dom ludowy, gdzie robotnicy spędzali czas wolny.
Od początku XX wieku Gandawa miała około 15 dużych hoteli, salę kinową Valentino, gdzie wyświetlano filmy już w 1901 roku, później została ona rozbudowana i przemianowana na kino Scala, następnie Wintergarten, a w 1921 roku na Coliseum.
Po I wojnie światowej Gandawa stawała się miastem kultury i rozrywki – w tym czasie rozpoczęto organizacje m.in. Gentse Feesten i jarmarku, które organizuje się co roku do chwili obecnej. W 1932 roku rozpoczęło działalność największe kino w kraju, gdzie wyświetlano filmy dźwiękowe – Capitole. W połowie lat 30. Gandawa miała także swoją radiostację. W 1930 roku Uniwersytet Gandawski stał się pierwszą szkołą wyższą w kraju, gdzie wykładano w języku niderlandzkim. W 1938 roku jeden z profesorów tego uniwersytetu – Corneille Heymans – otrzymał Nagrodę Nobla.

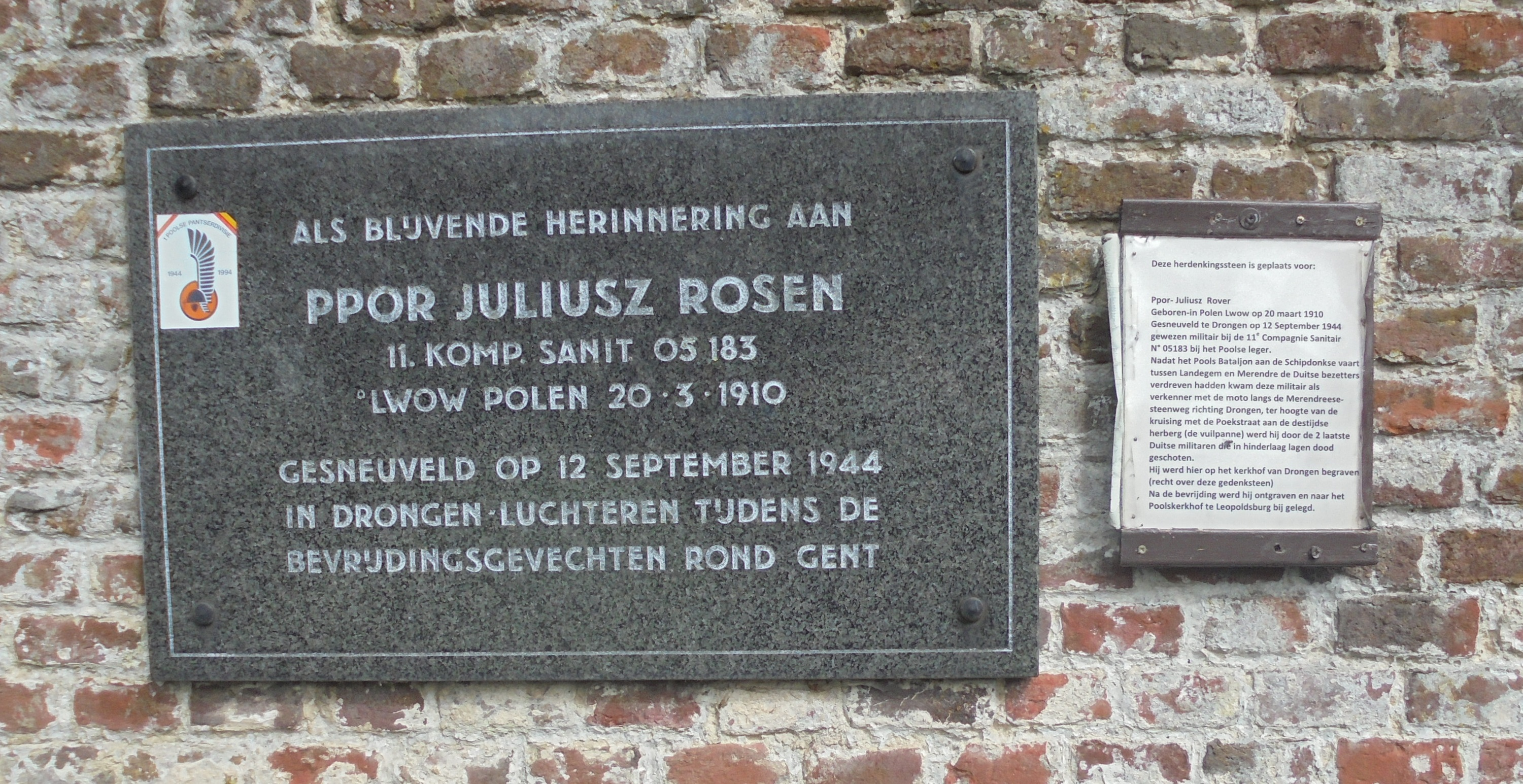
Tablica upamiętniająca polskiego żołnierza poległego w walce o wyzwolenie Gandawy

Choć zarówno w czasie I, jak i II wojny światowej Gandawa nie ucierpiała szczególnie wskutek niemieckich bombardowań, to końcowa faza II wojny światowej przyniosła ciężkie walki o wyzwolenie miasta. W walkach w dniach 11–14 września 1944 roku brała udział polska 1 Dywizja Pancerna generała Stanisława Maczka. 1 stycznia 1945 roku nad lotniskiem w dzielnicy Sint-Denijs-Westrem miała miejsce jedna z największych bitew powietrznych końca II wojny światowej, zwana bitwą nad Gandawą, która była wynikiem operacji niemieckiej pod nazwą Bodenplatte. W bitwie wzięły udział polskie dywizjony lotnicze 302, 308 i 317.
Po 1950 roku nastąpiło ożywienie związane z rozbudową Kanału Gandawa-Terneuzen i samego portu w Gandawie. Rosła liczba mieszkańców i ich zamożność. Po reformie administracyjnej w 1977 roku, gdy do miasta dołączono okoliczne gminy liczba ludności wynosiła około 250 tysięcy, w 1999 roku – 224 tysiące, a 1 stycznia 2024 miasto zamieszkiwało 269 597 mieszkańców.

## Podział administracyjny
W skład miasta wchodzi 13 dzielnic (deelgemeente):
- Afsnee
- Desteldonk
- Drongen (Tronchiennes)
- Gentbrugge
- Ledeberg
- Mariakerke
- Mendonk
- Oostakker
- Sint-Amandsberg (Mont-Saint-Amand)
- Sint-Denijs-Westrem (Saint-Denis-Westrem)
- Sint-Kruis-Winkel (Winkel-Sainte-Croix)
- Wondelgem
- Zwijnaarde

## Dialekt
Na dialekt gandawski duży wpływ miał język francuski (jeszcze pod koniec XIX wieku po francusku mówiło w Gandawie 20% populacji) – widoczne jest to wciąż w stosunkowo dużej liczbie używanych tu słów francuskich, a także w specyficznej wymowie głoski /r/.

## Gastronomia

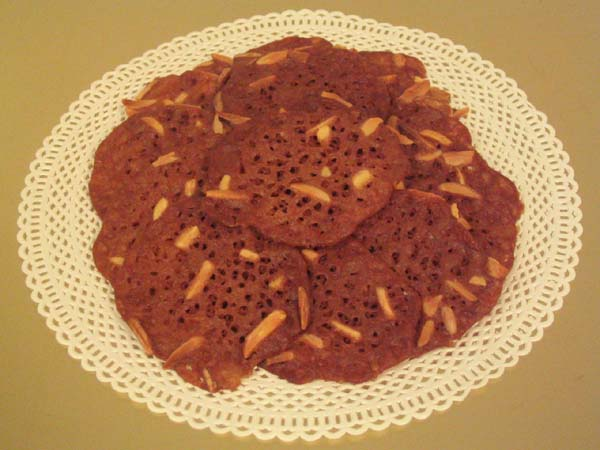
Kletskop

Typowe dla Gandawy są waterzooi (gandawska gęsta zupa z ryb lub kurczaka, z dodatkiem warzyw, śmietany oraz jabłek), Flamandzki schab (stoverij), a także okrągłe ciastka – Gentse mokken, Kletskop i migdałowy chleb na cieście francuskim amandelbroodje. Gandawa słynie także z musztardy Tierenteyn. Miasto ma też swoje lokalne piwa, m.in. Delirium Tremens, Gentse Tripel, Troubadour i Artevelde.

## Gospodarka

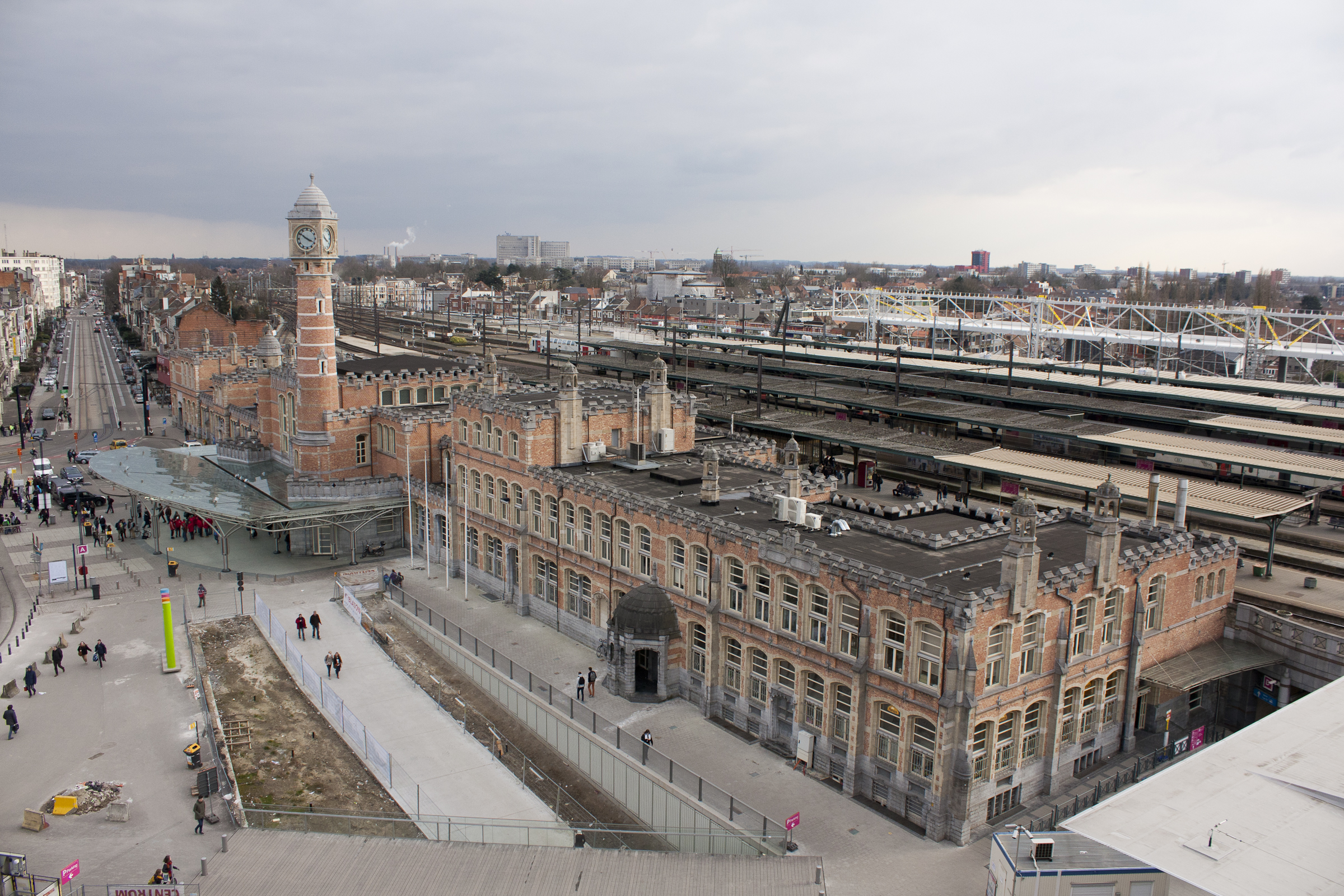
Dworzec Gent-Sint-Pieters

Ważny port morski. Podstawę gospodarki stanowi dobrze rozwinięty przemysł włókienniczy (głównie bawełniany), elektromaszynowy, chemiczny, przetwórstwa spożywczego, skórzany. Duży ośrodek hodowli kwiatów. Ośrodek kulturalno-naukowy, siedziba placówek badawczych i szkół wyższych. Ważny węzeł komunikacji drogowej i kolejowej.

## Oświata
Gandawa jest pod względem liczby studentów najważniejszym miastem uniwersyteckim w Belgii. Na samym uniwersytecie (Universiteit Gent) studiuje około 41 tysięcy osób, a w mieście działają także wyższe szkoły techniczne i zawodowe – HOGENT (ok. 13,5 tysięcy studentów) i katolicka Arteveldehogeschool (ok. 14 tysiąca studentów), LUCA School of Arts (ok. 1400 studentów) i Odisee (ok. 2000 studentów). W mieście studiuje też wielu studentów zagranicznych, w tym spora grupa studentów polskich – studiujących głównie w ramach programu Erasmus.

## Zabytki i atrakcje turystyczne

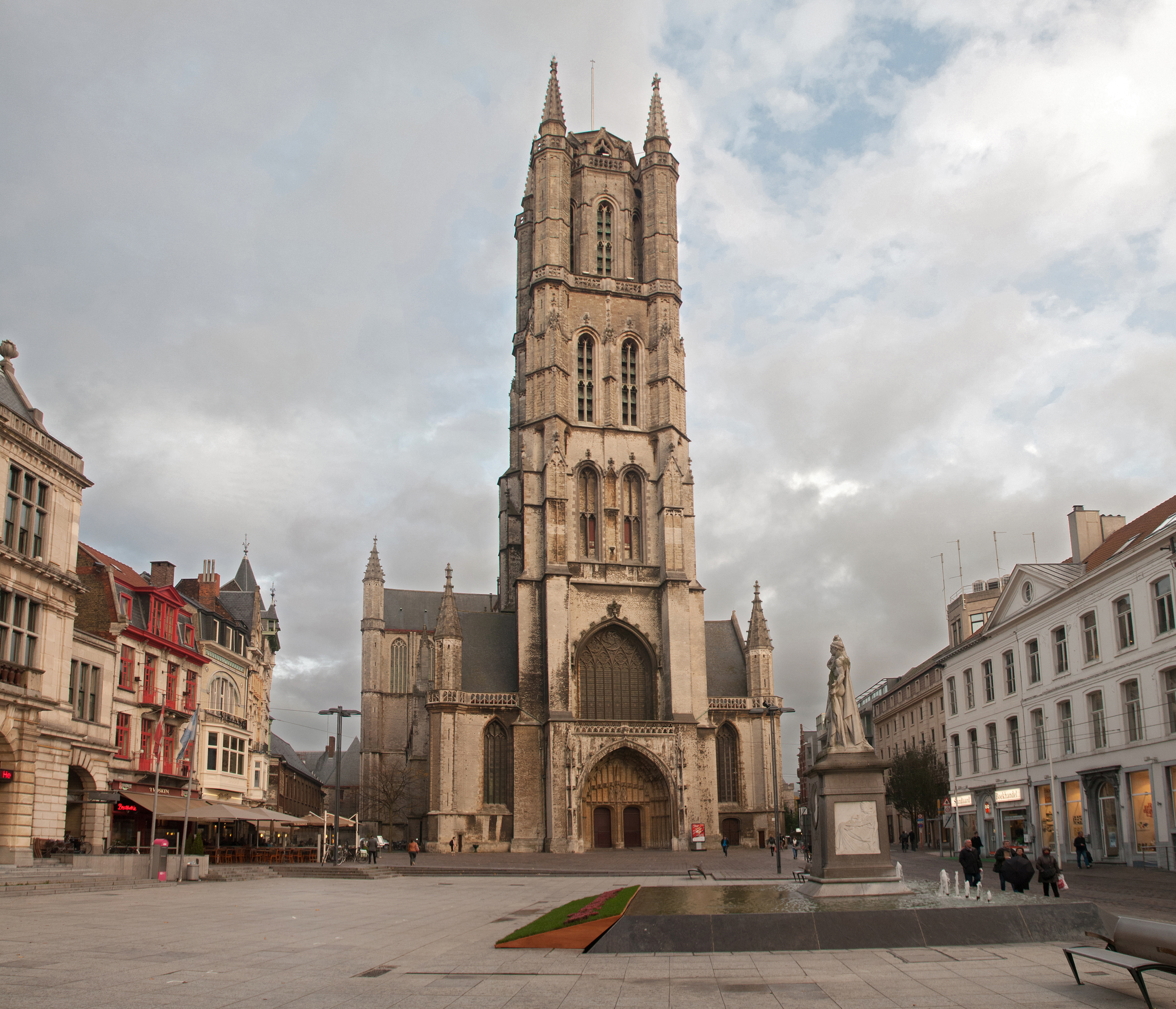
Katedra Świętego Bawona

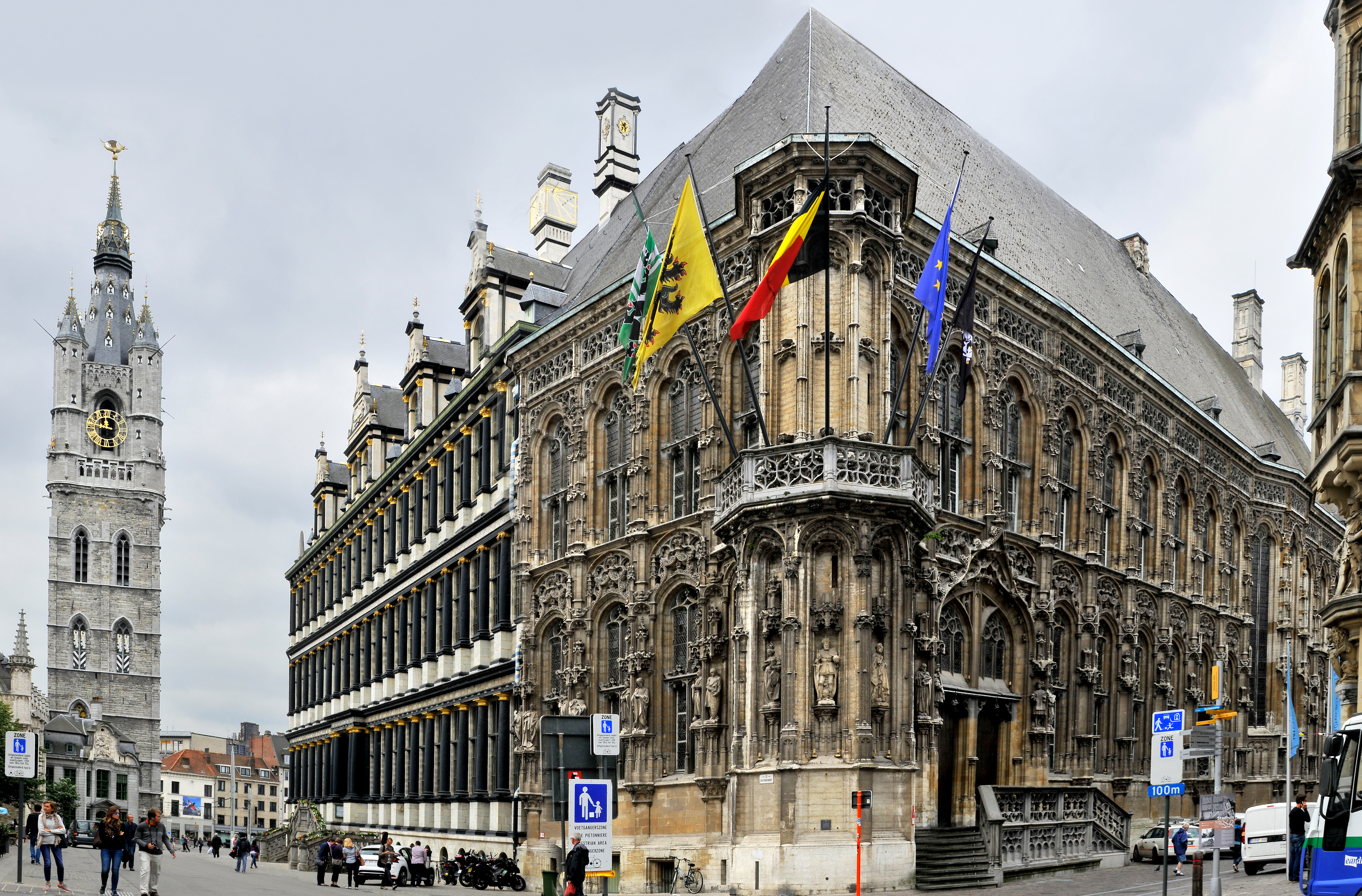
Ratusz z wyraźną różnicą w stylach – po prawej stronie część wybudowana w XVI wieku

Gandawa należy do najczęściej odwiedzanych przez turystów miast Belgii. W mieście funkcjonuje słynny uniwersytet (Universiteit Gent), którego początki sięgają 1817 roku. Biblioteka uniwersytecka zwana Boekentoren belgijskiego architekta Henry’ego van de Velde jest jednym z najbardziej znanych budynków w mieście.
Znane zabytki:
- Katedra św. Bawona (Sint-Baaf) z XIII–XVI w. – we wnętrzu cenne dzieła sztuki, m.in. jedno z najbardziej znanych dzieł malarstwa zachodniego, uznawane za najwybitniejsze dzieło gotyckiego malarstwa flamandzkiego – Ołtarz Baranka Mistycznego braci Huberta i Jana van Eyck
- romańsko-gotycki kościół św. Mikołaja (Sint-Niklaas) – przykład architektury gotyckiej znad Skaldy
- kościół św. Michała (Sint-Michiel)
- kościół św. Jakuba (Sint-Jacob)
- klasztor św. Piotra i ruiny klasztoru św. Bawona
- ratusz gotycko-klasycystyczny z XVI i XVIII wieku
- zamek hrabiów Flandrii Gravensteen z IX–XII wieku, przebudowany w XVI wieku
- Groot Vleeshuis – hala mięsna z XV wieku
- Vismijn – magazyn rybny z XVII wieku
- Rabot – średniowieczna śluza warowna
- sukiennice – początek budowy XV wiek i dzwonnica – beffroi z XIV wieku
- domy cechowe i magazyny przy ul. Korenlei i ul. Graslei
- beginaże: św. Amanda (Groot Begijnhof Sint-Amandsberg), św. Elżbiety (Oud Begijnhof Sint-Elisabeth) i mały beginaż (Klein Begijnhof)
- uniwersytecki ogród botaniczny
- Citadelpark – zespół parkowy położony w centralnej części miasta z unikatowymi formacjami skalnymi, otaczający budynki parku Miejskiego Muzeum Sztuki Nowoczesnej Stedelijk Museum voor Actuele Kunst (S.M.A.K.). W sezonie wiosenno-letnim park jest miejscem animującym życie nocne oraz kulturalne miasta (w dzień spacerują tutaj charakterystyczne belgijskie koguty).
- dworzec kolejowy Gent-Sint-Pieters – wybudowany w 1913 roku z okazji otwarcia światowej wystawy EXPO
- kawiarnia „Heerdestraat” położona w północnej części miasta, miejsce spotkań miejscowej bohemy oraz młodych filmowców. Położona w sercu turecko-marokańskiej części miasta.

Co cztery lata w Gandawie ma miejsce słynna wystawa-festiwal kwiatów Gentse Floraliën. Co roku pod koniec lipca w Gandawie odbywa się jedna z największych imprez muzyczno-kulturalnych Gentse Feesten, która trwa dziesięć dni i w czasie której odbywa się słynny pochód stroppendragers. Co roku w październiku w Gandawie odbywa się jeden z największych festiwali filmowych w Europie – Film Fest Gent. W latach 1995–2014, w Gandawie odbywała się parada I Love Techno, która w roku 2015 została przeniesiona do francuskiego Pérols.

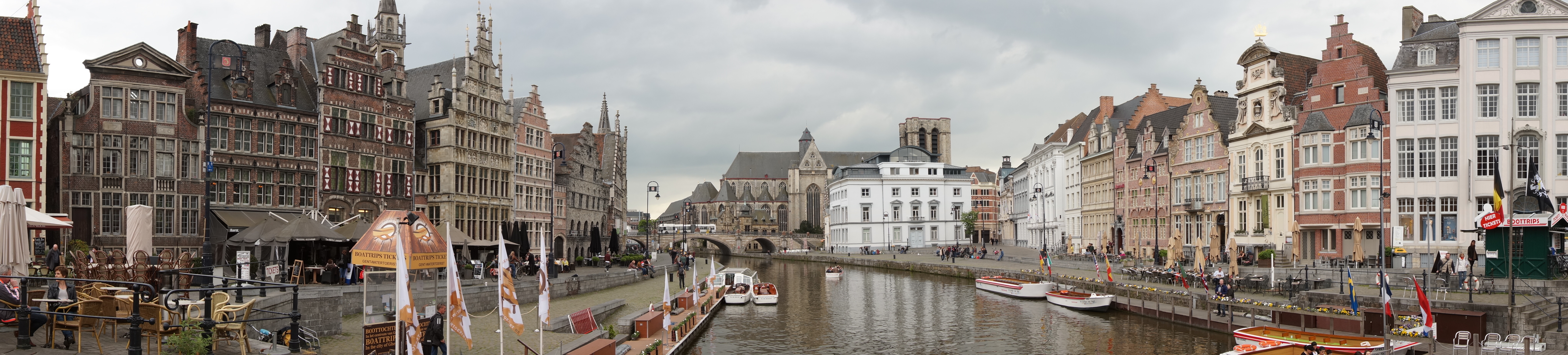
Gandawa – centrum miasta, widok na rzekę Leie

## Muzea
- Stadsmuseum Gent Muzeum Miejskie

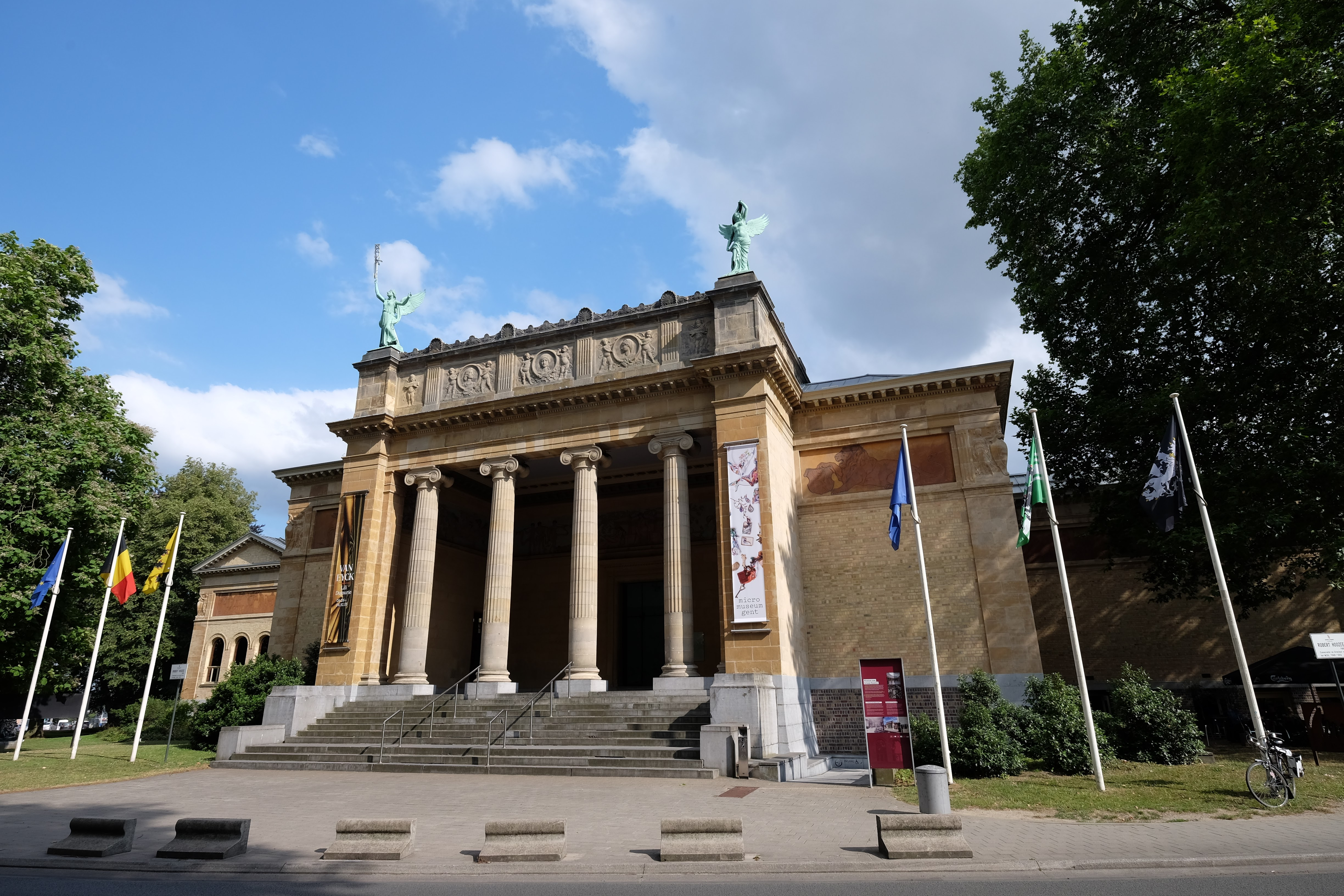
Muzeum Sztuk Pięknych

- Muzeum Sztuk Pięknych (Museum voor Schone Kunsten) MSK
- Stedelijk Museum voor Actuele Kunst (S.M.A.K.) Miejskie Muzeum Sztuki Nowoczesnej
- Museum Dr. Guislain – muzeum psychiatrii
- Industriemuseum Muzeum Przemysłu
- Huis van Alijn – muzeum folkloru
- Museum voor de Geschiedenis van de Wetenschappen – Muzeum Historii Nauki
- Gerechtsmuseum en Wapenmuseum w zamku Gravensteen Muzeum Tortur i Muzeum Broni
- Design Museum Gent – muzeum wzornictwa
- De School van Toen – muzeum szkolnictwa
- Museum voor Geschiedenis van de Geneeskunde Muzeum Historii Medycyny

## Sport

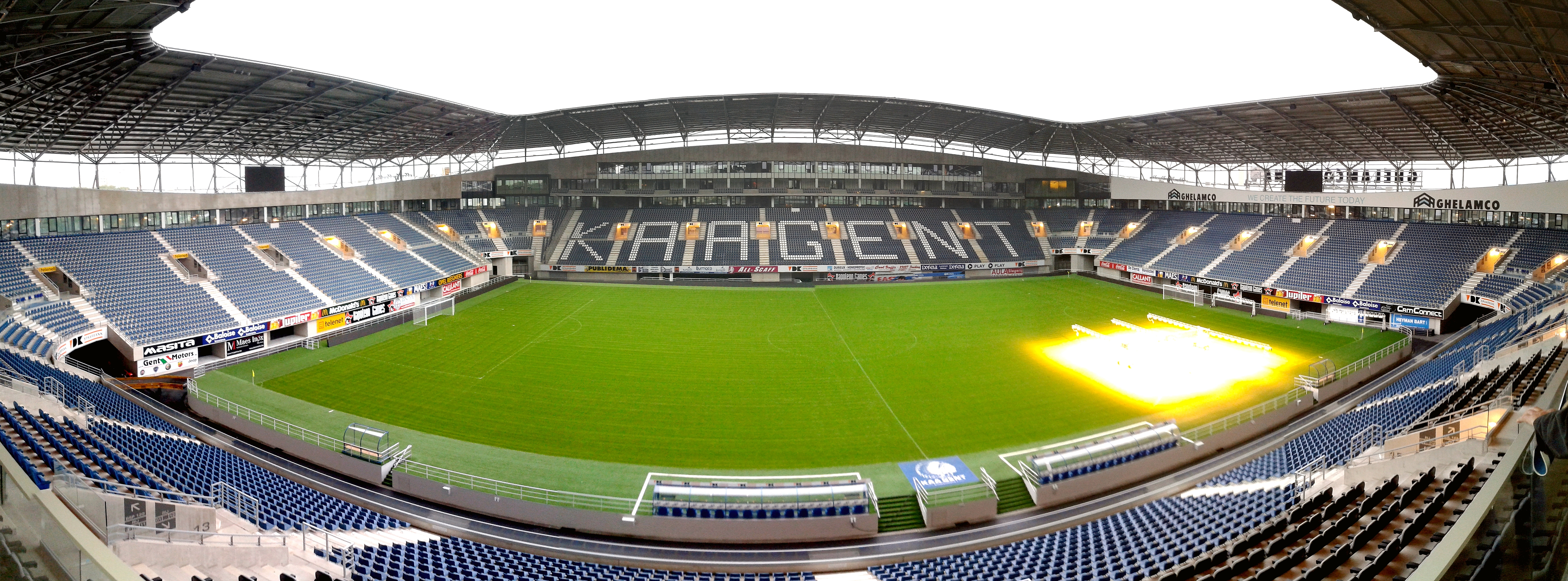
Stadion Ghelamco Arena

Corocznie odbywa się tu wyścig kolarski, Gandawa-Wevelgem, będący częścią elitarnej ligi ProTour, jak również inny wyścig – Omloop Het Nieuwsblad. W 2000 roku miasto gościło uczestników halowych mistrzostw Europy w lekkoatletyce.

## Współpraca
Miasto Gandawa posiada międzynarodowe umowy o współpracy z takimi miejscowościami jak: 
- Al-Muhammadijja, Maroko
- Kanazawa, Japonia
- Liège, Liège
- Mangaung, Południowa Afryka
- Melle, Niemcy
- Molières-sur-Cèze, Francja
- Nottingham, Wielka Brytania
- Saint-Raphaël, Francja
- Tallinn, Estonia
- Wiesbaden, Niemcy